# Oligostachyum hupehense
Oligostachyum hupehense là một loài thực vật có hoa trong họ Hòa thảo. Loài này được (J.L.Lu) Z.P.Wang & G.H.Ye mô tả khoa học đầu tiên năm 1988.